# 팻 해링턴 주니어

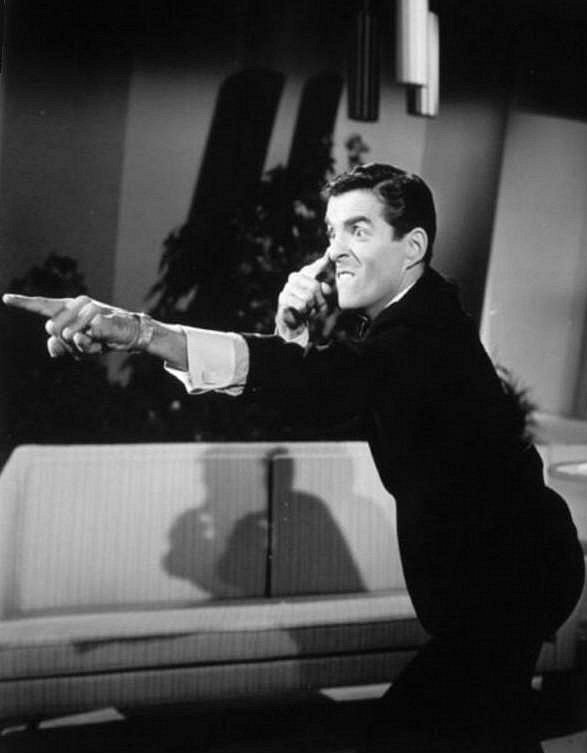

팻 해링턴 주니어(Pat Harrington Jr., 1929년 8월 13일 ~ 2016년 1월 6일)는 미국의 배우, 연극 배우, 텔레비전 배우, 성우, 각본가이다.
맨해튼에서 태어났으며 로스앤젤레스에서 사망하였다. 사인은 알츠하이머병이다.

## 영화
- TV의 선구자 (2008년) - 본인 역
- 디즈 올드 브로드 (2001년)
- 어블레이즈 (2001년)
- 천국으로의 왕복 여행 (1992년)
- 가필드 크리스마스 스페셜 (1987년)
- 사랑의 유람선 (1977년)
- 세비지 (1973년)
- 형사 맥밀란 (1971년)
- 테니스 신발을 신은 컴퓨터 (1969년)
- 대통령의 분석 (1967년) - 알링턴 헤이즈 역
- 이지 컴, 이지 고 (1967년)
- 마그마 탐험대 (1967년)
- 첩보원 0011 (1964년)
- 몬스터 가족 (1964년)
- 휠러 딜러 (1963년)
- 무브 오버, 달링 (1963년)